# Léon Marescaux
Léon Marescaux, né le 27 février 1874 à Tourcoing (Nord) et décédé le 25 mai 1949 à Paris, est un homme d'affaires et un homme politique français.

## Biographie
Devenu conseiller municipal puis adjoint au maire de Tourcoing, vice-président de la Chambre de commerce du Nord et conseiller au Commerce extérieur, il se présente aux élections législatives de 1936  sous la prudente bannière des Radicaux indépendants. 
Après une campagne vigoureuse contre les candidats de la coalition de Rassemblement populaire, il est élu au second tour. Il rejoint le groupe centriste de la Gauche démocratique et radicale indépendante. Siégeant dans l'opposition au Front populaire, il se tient à l'écart des grandes discussions politiques.
Le 10 juillet 1940, il vote en faveur de la remise des pleins pouvoirs au Maréchal Pétain et se retire de la vie politique pour se consacrer exclusivement à sa carrière professionnelle.
Nommé maire de Tourcoing par le gouvernement de Vichy, le 24 novembre 1941, Léon Marescaux se retire à Paris après la Libération. N'ayant pas été relevé de son inéligibilité, il y meurt, quelques années plus tard, le 25 mai 1949, à l'âge de 75 ans.